# Vazba uhlík–vodík
Vazba uhlík-vodík (C–H) je kovalentní vazba mezi atomy uhlíku a vodíku; vyskytuje se v mnoha organických sloučeninách. Jeden uhlík může sdílet své valenční elektrony až se čtyřmi atomy vodíku, čímž atomy dosáhnou elektronové konfigurace vzácného plynu. Obvyklé délky těchto vazeb jsou okolo  109 pm (1,09 × 10−10 m) a vazebné energie kolem 413 kJ/mol (viz tabulku níže). Vzhledem k tomu, že elektronegativita má u C hodnotu 2,55 a u H 2,2, tak se vazby C−H v důsledku malých rozdílů elektronegativity mezi vázanými atomy obvykle považují za nepolární. Ve strukturních vzorcích organických sloučenin se atomy vodíku často nezobrazují. Ke sloučeninám obsahujícím pouze vazby C–H a C–C patří alkany, alkeny, alkyny a areny, sloučeniny souhrnně označované jako uhlovodíky.
V říjnu 2016 bylo zjištěno, že základní chemické složky života, konkrétně molekula CH, také nazývaná methylidynový radikál a ionty CH+ a C+, zaznamenané ve vesmírném prostoru, vznikají převážně působením ultrafialového záření z hvězd namísto ostatních možných způsobů, jako jsou výsledky turbulentních událostí souvisejících se supernovami a mladými hvězdami, jak se předpokládalo dříve.

## Délka vazeb
Délka vazeb uhlík-uhlík se mírně liší v závislosti na hybridizaci orbitalů uhlíkového atomu. Vazby mezi vodíkem a sp2 hybridizovanými uhlíky jsou přibližně o 0,6 % kratší, než když je uhlík sp3 hybridizován. Vazby mezi uhlíkém a sp hybridizovaným uhlíkem jsou asi o 3 % kratší než u sp3 C-H. Tento trend může být znázorněn na molekulových geometriích ethanu, ethenu a ethynu.
| Molecule                            | Ethan                    | Ethen                    | Ethyn                      |
| Vzorec                              | C2H6                     | C2H4                     | C2H2                       |
| Skupina                             | alkany                   | alkeny                   | alkyny                     |
| Struktura                           |                          |                          |                            |
| Hybridizace uhlíkových atomů        | sp3                      | sp2                      | sp                         |
| délka vazby C-H                     | 109,4 pm                 | 108,7 pm                 | 106,0 pm                   |
| Poměr délky vazby vzhledem k ethanu | 100%                     | 99%                      | 97%                        |
| Metoda určeni struktury             | mikrovlnná spektroskopie | mikrovlnná spektroskopie | infračervená spektroskopie |

## Reakce
Vazby C−H jsou velmi silné, takže i málo reaktivní. U některých sloučenin, souhrnně označovaných jako karbonové kyseliny, jsou vazby C−H dostatečně kyselé, aby mohlo dojít k odštěpení protonu. Neaktivované vazby C−H se vyskytují u alkanů, které neobsahují heteroatom (například O, N nebo Si). Tyto vazby se obvykle účastní pouze radikálových substitucí. Mnoho enzymů ovšem může katalyzovat i jiné jejich reakce.
I když patří vazby C−H k nejsilnějším, tak se jejich energie u stabilních sloučenin, i za nepřítomnosti heteroatomů, liší až o 30 %.
| Vazba        | Uhlovodíkový radikál | Molární disociační energie vazby (kJ) |
| ------------ | -------------------- | ------------------------------------- |
| CH3−H        | Methyl               | 440                                   |
| C2H5−H       | Ethyl                | 410                                   |
| (CH3)2HC−H   | Isopropyl            | 400                                   |
| (CH3)3C−H    | terc-butyl           | 390                                   |
| CH2=CH−H     | vinyl                | 470                                   |
| HC≡C−H       | ethynyl              | 560                                   |
| C6H5−H       | fenyl                | 460                                   |
| CH2=CHCH2−H  | Allyl                | 370                                   |
| C6H5CH2−H    | Benzyl               | 360                                   |
| OC4H7−H      | tetrahydrofuranyl    | 380                                   |
| CH3C(O)CH2−H | acetonyl             | 400                                   |